# Liste der Monuments historiques in Vaux-le-Pénil
Die Liste der Monuments historiques in Vaux-le-Pénil führt die Monuments historiques in der französischen Gemeinde Vaux-le-Pénil auf.

## Liste der Bauwerke
| Bezeichnung              | Beschreibung | Standort                         | Kennzeichnung | Schutzstatus | Datum | Bild           |
| ------------------------ | ------------ | -------------------------------- | ------------- | ------------ | ----- | -------------- |
| Schloss                  | Erbaut 1766  | (Lage)                           | PA00087309    | Inscrit      | 1946  | weitere Bilder |
| Kirche St-Pierre-St-Paul |              | Rue Montagne-Sainte-Gemme (Lage) | PA00087310    | Inscrit      | 1926  |                |

## Liste der Objekte
Zum Verständnis siehe: Kirchenausstattung
- Monuments historiques (Objekte) in Vaux-le-Pénil in der Base Palissy des französischen Kultusministeriums